# Verkiezingen in Zwitserland
In Zwitserland vinden op verschillende niveaus verkiezingen plaats, namelijk op nationaal niveau, kantonnaal niveau en op gemeentelijk niveau.

## Nationale verkiezingen
Op nationaal niveau kiezen de Zwitsers de Bondsvergadering (Duits: Bundesversammlung, Frans: Assemblée fédérale, Italiaans: Assemblea Federale, Reto-Romaans: Assemblea Federala) die uit twee kamers bestaat, de Nationale Raad (Duits: Nationalrat, Frans: Conseil National, Italiaans: Consiglio Nazionale, Reto-Romaans: Cussegl Naziunal), die uit 200 leden bestaat en gekozen wordt via algemeen kiesrecht via het stelsel van evenredige vertegenwoordiging en de Kantonsraad (Duits: Ständerat, Frans: Conseil des États, Italiaans: Consiglio degli Stati, Reto-Romaans: Cussegl dals Stadis), die 46 leden telt en via algemeen kiesrecht wordt gekozen. In ieder van de 20 kantons worden twee kandidaten gekozen die worden afgevaardigd naar de Kantonsraad. In ieder van de 6 halfkantons wordt er één kandidaat gekozen die wordt afgevaardigd naar de Kantonsraad.
Nationale verkiezingen vinden om de vier jaar plaats. De laatste verkiezingen vonden plaats op 20 oktober 2019.
Zwitserland kent het meerpartijenstelsel. In de 49e legislatuurperiode (2011-2015) waren er elf partijen vertegenwoordigd in de Nationale Raad en acht in de Kantonsraad.

## Verkiezing van deBondsraad
De Bondsraad bestaat uit zeven leden die om de vier jaar worden gekozen door een gezamenlijke zitting van de twee kamers van de Bondsvergadering. De verkiezing bestaat uit meerdere rondes, omdat een van de kandidaten een absolute meerderheid van stemmen moet krijgen. Ieder jaar kiezen de leden van het parlement een voorzitter, die als bondspresident optreedt en een vicepresident. Vrijwel altijd wordt deze het jaar erop tot bondspresident gekozen.
Sinds 1959 werd de zogenoemde toverformule (zauberformel) gehanteerd voor de verkiezing van de Bondsraad. Deze formule hield in dat de vier grootste partijen van het land de Bondsraad verdelen volgens de verhouding 2:2:2:1. De Vrijzinnig Democratische Partij, de Sociaaldemocratische Partij van Zwitserland en de Christendemocratische Volkspartij kregen ieder 2 leden in de Bondsraad en de Zwitserse Volkspartij 1 lid. Door de gewijzigde krachtsverhoudingen in het parlement, verkreeg de Zwitserse Volkspartij in 2003 een tweede zetel ten koste van de Christendemocratische Volkspartij.
In 2008 werden de Bondsraden Eveline Widmer-Schlumpf en Samuel Schmid uit de Zwitserse Volkspartij gezet. Zij sloten zich aan bij de Burgerlijk-Democratische Partij. Schmid trad eind 2008 af en SVP'er Ueli Maurer nam zijn plaats in. Widmer-Schlumpf werd echter in 2011 herkozen. In oktober 2015 besloot ze zich niet opnieuw te kandideren voor een volgende termijn. Op 9 december 2015 werd Guy Parmelin verkozen als tweede SVP'er in de Bondsraad. Hiermee was de toverformule weer in ere hersteld.

## Verkiezingen opkantonnaalen gemeentelijk niveau
Verkiezingen voor de kantonnale parlementen vinden meestal om de vier jaar plaats. Verkiezingsprocedures zijn per kanton in hun eigen grondwetten vastgelegd. Hetzelfde geldt voor verkiezingen op gemeentelijk niveau. De verkiezing van het kantonnale parlement van het kanton Appenzell Innerrhoden gebeurt via de Landsgemeinde.

## Verkiezingen 2003
Op 19 oktober 2003 vonden er verkiezingen voor de Bondsvergadering plaats in Zwitserland. Grote winnaar van die verkiezingen was de rechtse anti-Europa en anti-immigrantenpartij Zwitserse Volkspartij (SVP) die van 44 zetels (1999) in de Nationale Raad naar 55 zetels ging en van 7 zetels (1999) in de Kantonsraad naar 8 zetels ging. Ook de (centrum-)linkse Sociaaldemocratische Partij van Zwitserland (SP) en de Groene Partij van Zwitserland (GPS) gingen vooruit. Grote verliezers waren de centrumpartijen Vrijzinnig Democratische Partij (FDP) en de Christendemocratische Volkspartij (CVP). De CVP deed het het slechtst en ging van 32 (1999) naar 28 zetels in de Nationale Raad. In de Kantonsraad behield de CVP echter de 15 zetels die het in 1999 veroverde. Gezien het verlies van de FDP in de Kantonsraad werd de CVP de grootste in deze kamer.

## Verkiezingen 2007
Op 21 oktober 2007 vonden er parlementsverkiezingen plaats voor de twee Kamers van de Bondsvergadering. Deze brachten opnieuw winst voor de rechts-populistische SVP, die van 55 naar 62 zetels ging in de Nationale Raad. De SVP voerde in de aanloop naar de verkiezingen een omstreden campagne. De partij betoonde zich een voorstander van de uitzetting van criminele asielzoekers en vreemdelingen. De andere winnaar waren de Groenen (GPS), zij gingen van 13 naar 20 zetels in de Nationale Raad. De Christendemocratische Volkspartij (CVP), die bij de verkiezingen van 2003 een nederlaag leidde, herstelde zich en kreeg 31 zetels (+3), evenveel als de liberale Vrijzinnig Democratische Partij (FDP), die 5 zetels verloor ten opzichte van 2003.
In de Kantonsraad behield de CVP/PDS haar 15 zetels. De FDP/PLR eindigde hier net onder met 12 zetels. De SP/PS behaalde 9 zetels, de SVP/UDC 7. De Groene Partij behaalde 2 zetels, de Groen-Liberale Partij 1.

## Vijfde Zwitserland
Bij het bekendmaken van de verkiezingsresultaten spreekt men in Franstalig Zwitserland weleens van de verkiezingsresultaten uit het "Vijfde Zwitserland".

## Noot
1. ↑  Volksinitiative für die Ausschaffung krimineller Ausländer (homepage)